# 오쿠자와 에이스케
오쿠자와 에이스케(일본어: 奥沢栄助, ? ~ 1864년 7월 8일)는 일본 에도 시대 신센구미의 대원이다. 오장(伍長)을 맡았으며, 출신 번은 알려져 있지 않다.
이케다야 사건 당시 국장 곤도 이사미의 부대에 소속되었다. 이케다야에 출동하여 안도 하야타로, 닛타 가쿠자에몬과 함께 뒷문을 수비하다가, 지사들과의 격투에서 중상을 입었고, 신센구미 둔소(屯所)로 옮겨졌으나 결국 사망하였다. 아이즈번에서 공로금 20냥을 오쿠자와 앞으로 지급하였다. 묘소는 미부 사에 있다.